# Macrolepiota
Macrolepiota es un género de hongos basidiomicetos de la familia Agaricaceae. La especie tipo, y más conocida, es Macrolepiota procera. El género tiene una distribución muy amplia y contiene unas 30 especies.

## Taxonomía
Macrolepiota fue circunscrita por Rolf Singer en 1948, con Macrolepiota procera como especie tipo.
Los estudios de ADN han dividido este género en tres clados. El clado Macrolepiota incluye Macrolepiota procera, Macrolepiota clelandii, Macrolepiota dolichaula y especies estrechamente relacionadas. El clado Macrosporae incluye especies como Macrolepiota mastoidea, Macrolepiota konradii y Macrolepiota orientiexcoriata, mientras que el clado Volvatae incluye Macrolepiota velosa y Macrolepiota eucharis.
Macrolepiota albuminosa es muy usada en la gastronomía de China, donde se le llama jīzōng (鸡枞; literalmente "abeto de pollo").

## Especies
Index Fungorum acepta 42 especies de Macrolepiota:
- Macrolepiota africana (R.Heim) Heinem. 1969 – Cameroon
- Macrolepiota albida Heinem. 1969
- Macrolepiota albuminosa (Berk.) Pegler 1972
- Macrolepiota ampliospora Sosin 1960
- Macrolepiota bonaerensis (Speg.) Singer 1951 – São Paulo
- Macrolepiota brasiliensis (Rick) Raithelh. 1988
- Macrolepiota brunnescens Vellinga 2003
- Macrolepiota campestris Lebedeva ex Samgina 1983
- Macrolepiota citrinascens Vasas 1990
- Macrolepiota clelandii Grgur. 1997 – Australasia
- Macrolepiota colombiana Franco-Mol. 1999
- Macrolepiota crustosa  L.P. Shao & C.T. Xiang 1980 – China[6]
- Macrolepiota detersa Z.W.Ge, Zhu L.Yang & Vellinga 2010 – China[4]
- Macrolepiota dolichaula (Berk. & Broome) Pegler & R.W.Rayner 1969
- Macrolepiota eucharis Vellinga & Halling 2003 – Australia[3]
- Macrolepiota excoriata (Schaeff.) Wasser 1978
- Macrolepiota fornica Raithelh. 1988
- Macrolepiota fuligineosquarrosa Malençon 1979 – Morocco[7]
- Macrolepiota fuliginosa (Barla) Bon 1977 – Great Britain
- Macrolepiota gasteroidea T.Lebel 2011 – Australia[8]
- Macrolepiota gracilenta (Krombh.) Wasser 1978
- Macrolepiota imbricata (Henn.) Pegler 1966
- Macrolepiota kerandi (Speg.) Singer 1951
- Macrolepiota konradii (Huijsman ex P.D.Orton) M.M.Moser 1967
- Macrolepiota mallea (Berk.) Manjula 1983
- Macrolepiota mastoidea (Fr.) Singer 1951 – Europe, Australia
- Macrolepiota odorata Heinem. 1969
- Macrolepiota orientiexcoriata Z.W.Ge, Zhu L.Yang & Vellinga 2010 – China[4]
- Macrolepiota permixta (Barla) Pacioni 1979 – Great Britain
- Macrolepiota phaeodisca Bellù 1984 – Spain
- Macrolepiota procera  (Scop.) Singer 1948 – Europe
- Macrolepiota prominens  (Sacc.) M.M.Moser 1967
- Macrolepiota psammophila Guinb. 1996
- Macrolepiota pulchella de Meijer & Vellinga 2003
- Macrolepiota rubescens  (L.M.Dufour) Pázmány 1985
- Macrolepiota stercoraria  (Rick) Raithelh. 1988
- Macrolepiota subcitrophylla Z.W.Ge 2012 – China[9]

- Macrolepiota turbinata T.Lebel 2011 – Australia[8]
- Macrolepiota velosa Vellinga & Zhu L.Yang 2003 – China[3]
- Macrolepiota vinaceofibrillosa T.Lebel 2011 – Australia[8]
- Macrolepiota zeyheri  (Berk. & Singer) Heinem. 1962